# 大田文化广播
大田文化广播（朝鲜语：대전문화방송；英语：Daejeon Munhwa Broadcasting Corporation）是位于韩国忠清南道和大田广域市的文化广播（MBC）的放送局。

## 所在地
本社
- 大韩民国34125大田广域市儒城区道龙洞4-5

天安支社
- 大韩民国31109忠清南道天安市西北区星井2洞 1504

洪城支社
- 大韩民国32226忠清南道洪城郡法院路37

## 沿革
- 1964年9月26日 - 开局，以韩国文化广播大田局开始播音（呼号HLCQ），使用580kHz，发射功率1kW。
- 1965年4月10日 - 频率更改为1110kHz。
- 1968年6月1日 - 发射功率增大至为10kW。
- 1971年4月24日 - 大田电视台广播公司开播（呼号HLAZ，VHF CH8）。
- 1971年5月1日 - 韩国文化广播大田局的发射频率更改为760kHz。
- 1971年10月1日 - 韩国文化广播大田局与大田电视台广播公司合并，改为现在名称。
- 1971年5月1日 - 频率更改为765kHz。
- 1980年12月22日 - 开始播送彩色电视节目。
- 1982年4月24日 - 电视节目输出功率增强（图像5kW，声音750W）。
- 1983年9月26日 - 开始播送MBC FM4U（呼号HLCQ-FM），使用频率97.5MHz。
- 1986年4月19日 - 玉马山电视信号开通(UHF CH26, 500W)。
- 1987年1月17日 - 元晓峰电视信号开通(UHF CH40，5kW)。
- 1987年1月24日 - 黑城山电视信号开通(UHF CH45，10kW)。
- 1987年11月4日 - 与日本静冈电视台结为友谊关系。
- 1988年10月31日 - 舒川郡电视信号开通(UHF CH 55, 100W)。
- 1996年3月15日 - 开始播送MBC标准FM，使用频率97.5MHz，发射功率3kW。
- 1997年6月20日 - 与中国南京电视台结为友谊关系。
- 2000年1月24日 - 扶余邑电视信号开通(UHF CH27，100W)。
- 2000年10月31日 - MBC标准FM开始使用立体声模式播放。
- 2001年10月31日 - 天安支社落成。
- 2003年5月1日 - 总部迁移至现址。
- 2004年4月29日 - MBC标准FM落户元晓峰。
- 2004年7月30日 - 数字电视信号开通(UHF CH17，2.5kW)。
- 2004年9月26日 - 庆祝成立40周年。
- 2005年12月14日 - 黑城山数字电视信号开通(UHF CH46，1kW)。
- 2005年12月26日 - 元晓峰数字电视信号开通(UHF CH67，1kW)。
- 2006年6月20日 - 与日本熊本朝日放送结为友谊关系。
- 2007年11月16日 - DMB开通(CH11A，2kW)。
- 2011年6月1日 - MBC标准FM落户天安市，使用频率92.5MHz，发射功率10W。
- 2012年10月16日 - 模拟电视停播。

## 中继局

### 电视台

#### 数字电视
- 呼号：HLCQ-DTV
- 虚拟信道：11-1

| 发射地 | 物理信道 | 发射功率 |
| ------ | -------- | -------- |
| 食藏山 | CH 17    | 2.5kW    |
| 圣堂里 | CH 17    | 0.05W    |
| 香积山 | CH 47    | 90W      |
| 公州市 | CH 51    | 20W      |
| 扶餘邑 | CH 66    | 90W      |
| 玉马山 | CH 54    | 90W      |
| 舒川郡 | CH 64    | 90W      |
| 黑城山 | CH 46    | 1kW      |
| 元晓峰 | CH 67    | 1kW      |
| 安眠邑 | CH 67    | 0.05W    |

#### 模拟电视
注：2012年10月16日14:00已停播
- 呼号：HLCQ-TV

| 发射地 | 物理信道 | 发射功率 |
| ------ | -------- | -------- |
| 食藏山 | CH 8     | 5kW      |
| 扶餘邑 | CH 27    | 100W     |
| 玉马山 | CH 26    | 500W     |
| 舒川郡 | CH 55    | 100W     |
| 黑城山 | CH 45    | 10kW     |
| 元晓峰 | CH 40    | 5kW      |

### 广播电台

#### MBC标准FM
| 发射地 | 呼号     | 频率       | 发射功率 |
| 福寿面 | HLCQ     | AM 765kHz  | 10kW     |
| 食藏山 | HLCQ-SFM | FM 92.5MHz | 3kW      |
| 黑城山 | 未知     | FM 92.5MHz | 10W      |
| 元晓峰 | 未知     | FM 91.3MHz | 0.5kW    |
| 玉馬山 | 未知     | FM 93.7MHz | 0.1kW    |

#### MBC FM4U
| 发射地 | 呼号    | 频率       | 发射功率 |
| 食藏山 | HLCQ-FM | FM 97.5MHz | 5kW      |

### DMB

#### MY MBC
- 呼号：HLCQ-TDMB
- 本节目与清州文化广播、忠州文化广播共同运营

| 发射地 | 物理信道           | 发射功率 |
| ------ | ------------------ | -------- |
| 食藏山 | CH 11A(199.280MHz) | 2kW      |
| 鸡龙山 | CH 11A(199.280MHz) | 2kW      |
| 牛岩山 | CH 11A(199.280MHz) | 2kW      |
| 金积山 | CH 11A(199.280MHz) | 90W      |
| 永同郡 | CH 11A(199.280MHz) | 90W      |
| 玉马山 | CH 11A(199.280MHz) | 90W      |
| 元晓峰 | CH 11A(199.280MHz) | 1kW      |
| 迦叶山 | CH 11A(199.280MHz) | 2kW      |
| 龙头山 | CH 11A(199.280MHz) | 90W      |
| 丹阳郡 | CH 11A(199.280MHz) | 90W      |

## 海外放送局联盟
- 日本静冈电视台
- 日本熊本朝日放送
- 中国南京电视台